# Stensätter
Se även Stensätter, Kramfors kommun, Stensätter, Eskilstuna kommun, Stensätra och Stensättra tomtområde.
Stensätter är en småort i Vreta Klosters socken i Linköpings kommun i Östergötlands län, cirka 3 km sydväst om Ljungsbro.